# Conseil national du tourisme
Pour les articles homonymes, voir CNT.
Le Conseil national du tourisme (CNT) est un organe consultatif français placé auprès du ministre chargé du Tourisme et présidé par ce dernier. Créé en 1986, il succède au Conseil supérieur du tourisme, créé en 1910, avant d'être supprimé en 2018 en même temps que plusieurs autres commissions administratives à caractère consultatif de l'État.

## Histoire
Le CNT est créé par un décret du 11 février 1986, modifié à plusieurs reprises puis abrogé au profit d'un décret du 27 octobre 2005. Ce dernier est ensuite codifié en 2006 aux articles D122-5 à D122-17 du Code du tourisme.
Ces articles sont abrogés par le décret du 12 septembre 2018 qui supprime diverses commissions administratives à caractère consultatif de l'État.